# اشاره کوتاه
اشاره کوتاه (انگلیسی: La Pointe Courte) یک فیلم در ژانر درام به کارگردانی انیس واردا است که در سال ۱۹۵۵ منتشر شد. از بازیگران آن می‌توان به فیلیپ نوآره، و ست، فرانسه اشاره کرد.